# Gruppe des roten Schwans

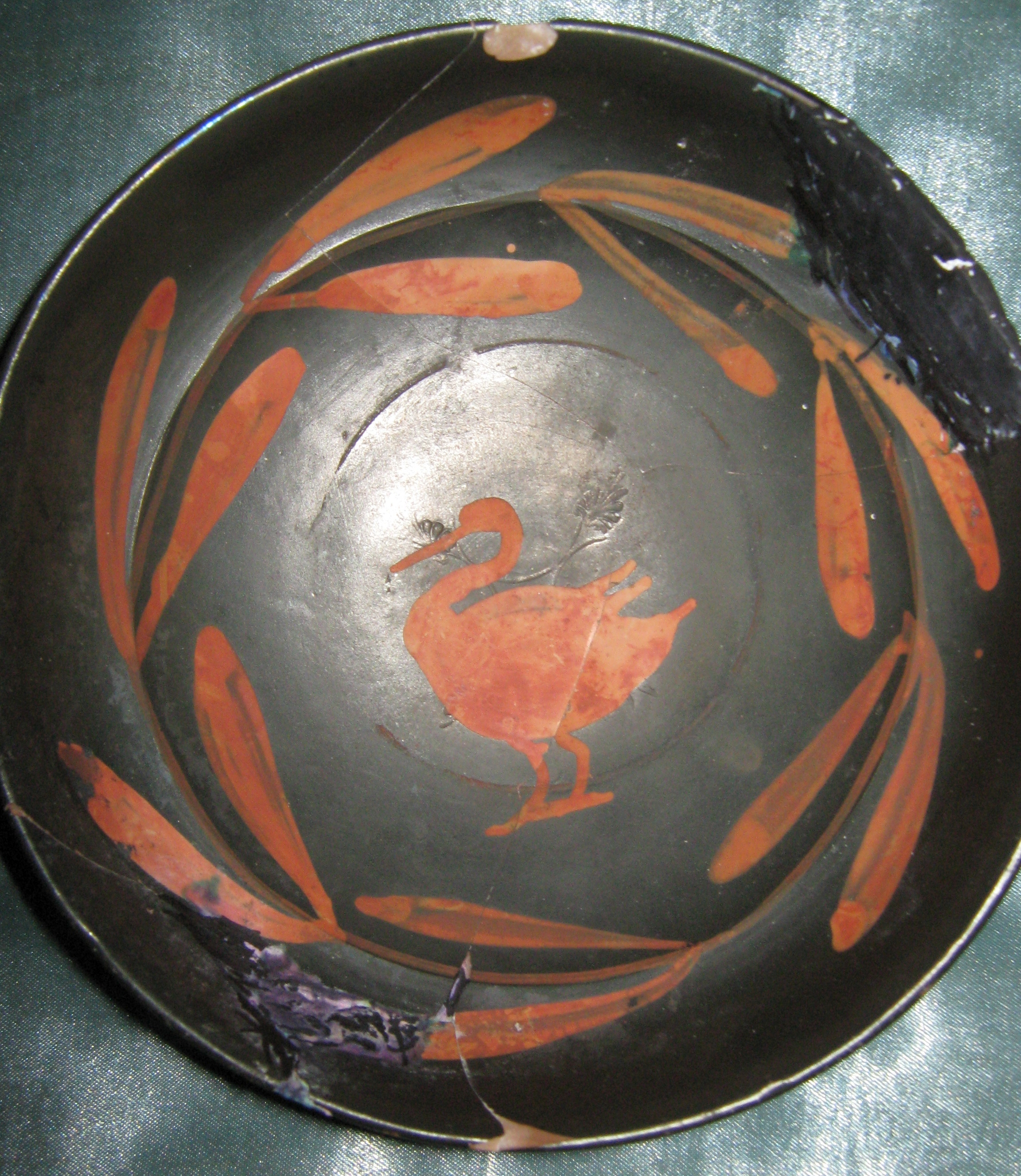
Innenbild einer Kylix mit einer für die Gruppe typischen Schwandarstellung, Ende des 4. Jahrhunderts v. Chr., Privatsammlung.

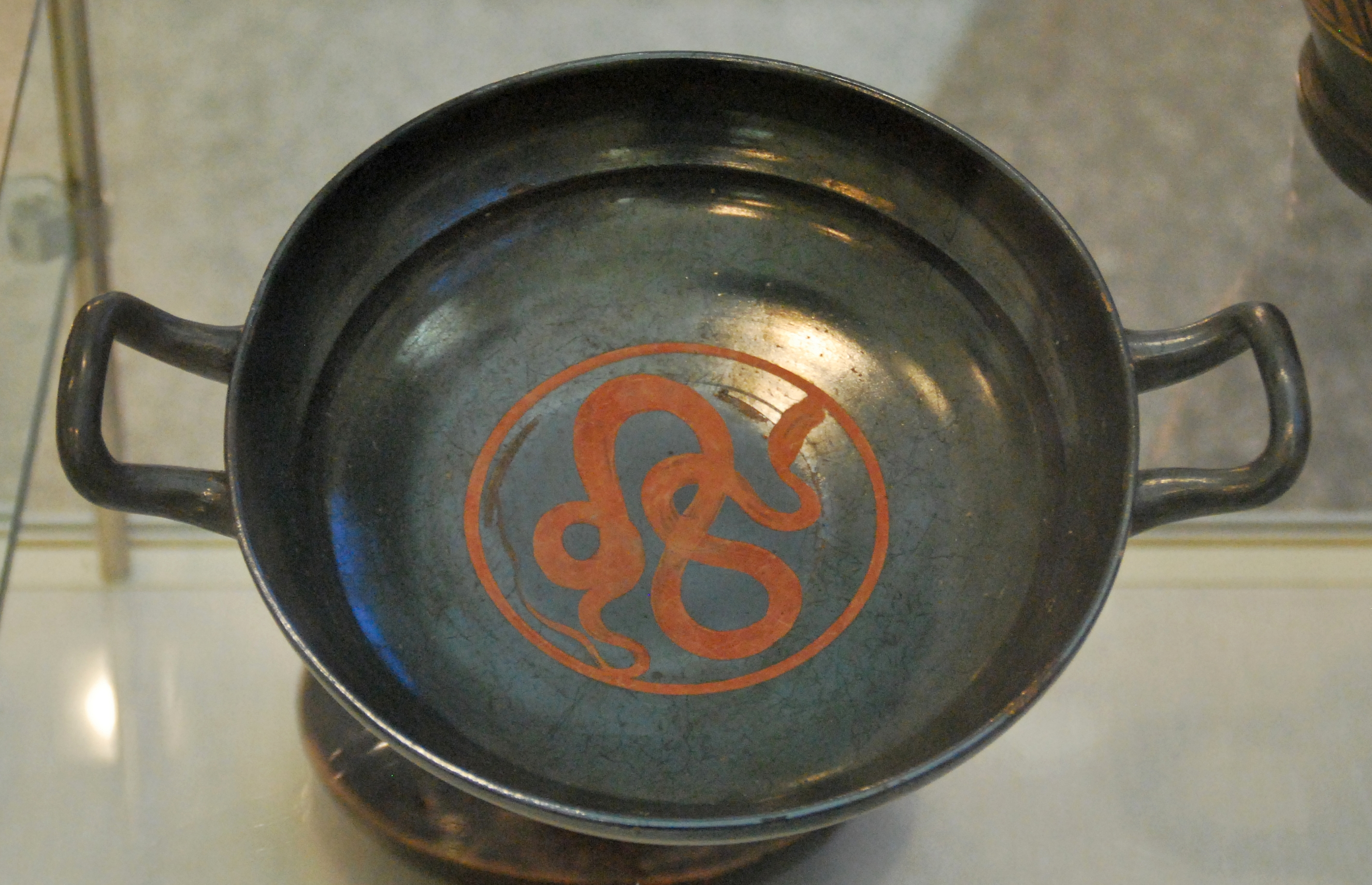
Kylix mit Schlangendarstellung aus der Antikensammlung Kiel.

Die Gruppe des roten Schwans, auch Red-Swan-Gruppe und Gruppe der roten Schwäne ist eine griechisch-antike Keramikgattung und wohl auch eine Künstlergruppe der unteritalischen Keramik.
Benannt wurde die Red-Swan-Gruppe nach ihrem bevorzugten Motiv, roten Schwänen. Daneben wurden auch andere Tiere wie Schlangen, Schweine, Fische oder Hunde, Eros, Gegenstände wie Kantharoi oder Amphoren gemalt. Diese Verzierungen sind jedoch ungleich seltener aufgebracht. Die Außenseiten von Schalen wurden ornamental, meist mit einem Kranz aus Lorbeerblättern, verziert. Dieses Motiv ist eines der Kennzeichen der Gruppe, wiewohl es auch in derselben und ähnlicher Form bei der Xenon-Gattung vorkommt. Rein ornamentale Verzierungen kommen vor, sind aber selten. Verziert wurden nahezu ausschließlich fußlose Schalen und Teller. Bei dieser Keramikgattung trug man die Farben auf die mit dunklem Glanzton überzogenen Gefäße auf. Damit erinnert diese Form an Gnathiavasen und an die Xenon-Gattung. Die Beziehungen zu diesen beiden Gattungen ist unverkennbar, vor allem zu letzterer bestand ein enger Zusammenhang. Seit den Forschungen von John D. Beazley hat sich die Ansicht durchgesetzt, dass beide Gruppen jedoch getrennt voneinander zu betrachten sind. Zuletzt wurde dieses Urteil von einigen Forschern angezweifelt und ein direktes Zusammen gehören vermutet. Dafür spricht beispielsweise eine recht enge Übereinstimmung bei der Herstellung und der Malweise. So werden die Malereien sowohl bei der Gruppe des roten Schwans wie auch bei der Xenon-Gattung anders als bei den Vasen der Gnathia-Gattung einzig in roter Farbe ausgeführt. Zudem gibt es die schon erwähnten Übereinstimmungen in der Ornamentnutzung. Dagegen spricht, dass Vasen der Xenon-Gattung seit dem Ende des 5. Jahrhunderts v. Chr. produziert wurden, Vasen der Gruppe des roten Schwans jedoch nicht vor die Mitte des 4. Jahrhunderts v. Chr. datiert werden können. Eine zeitweise parallele Produktion in den Werkstätten Apuliens und Peastums liegt somit nahe. Die Erforschung dieser Vasengattungen ist jedoch noch nicht so weit fortgeschritten wie andere Bereiche, etwa die attische Vasenmalerei oder die rotfigurige Vasenmalerei Unteritaliens.